# Rex Brobby
Rex Brobby (ur. 21 lutego 1958) – ghański lekkoatleta, sprinter.

## Osiągnięcia
| Rok  | Impreza              | Miejsce     | Konkurencja             | Lokata   | Wynik |
| ---- | -------------------- | ----------- | ----------------------- | -------- | ----- |
| 1984 | Igrzyska olimpijskie | Los Angeles | sztafeta 4 × 100 metrów | półfinał | 40,19 |

## Rekordy życiowe
- Bieg na 100 metrów – 10,27 (1985)